# Oktoberkrisen
Oktoberkrisen var en serie händelser, som utlöstes genom att FLQ  (Front de libération du Québec) kidnappade statsanställda i Québecproivnsen under oktober månad 1970, främst i Montréals storstadsområde. För första gången i Kanadas historia tillämpades  War Measures Act i fredstid, vilket hade stort stöd, även om det kritiserades av bland andra Tommy Douglas.

### Fotnoter
1. ↑  ”Top Ten Greatest Canadians – Tommy Douglas”. Arkiverad från originalet den 25 april 2008. https://web.archive.org/web/20080425041156/http://www.cbc.ca/greatest/top_ten/nominee/douglas-tommy-know.html. Läst 13 april 2008.